# Yoao Illas
Yoao Illas (* 28. Februar 2002) ist ein kubanischer Hürdenläufer, der sich auf die 400-Meter-Distanz spezialisiert hat.

## Sportliche Laufbahn
Erste internationale Erfahrungen sammelte Yoao Illas bei den 2021 erstmals ausgetragenen Panamerikanischen Juniorenspielen in Cali, bei denen er in 50,91 s die Goldmedaille über 400 m Hürden gewann. 2023 belegte er bei den Zentralamerika- und Karibikspielen in San Salvador in 50,00 s den achten Platz und im Oktober gelangte er bei den Panamerikanischen Spielen in Santiago de Chile mit 3:21,20 min auf den vierten Platz in  der Mixed-Staffel. Zudem gewann er dort in 49,74 s die Bronzemedaille im Hürdenlauf hinter dem Jamaikaner Jaheel Hyde und Matheus Lima aus Brasilien.
2023 wurde Illas kubanischer Meister im 400-Meter-Hürdenlauf sowie in der 4-mal-400-Meter-Staffel.

## Persönliche Bestleistungen
- 400 Meter: 47,37 s, 6. Mai 2023 in Havanna
- 400 m Hürden: 49,74 s, 3. November 2023 in Santiago de Chile